# Boura
Boura là một tổng thuộc tỉnh Sissili ở phía nam Burkina Faso. Dân số năm 2006 là 24.574 người. Thủ phủ là thị xã Boura.

## Các thị xã và làng xã
Bofian, Bouara, Bouyague, Bozo, Dangue, Goumou, Hiela, Kala, Kélindou, Kia, Kiétou, Longa, Pensiaka, Pina, Poudiéné, Sati, Sossoré, Ty, Worou, Yoro và Zamouna.